# Twizel (rivière)
La rivière Twizel  (en anglais : Twizel River) est un cours d’eau du Bassin de Mackenzie, situé dans la région de Canterbury dans l'Île du Sud de la Nouvelle-Zélande.
Elle fait une partie du système du fleuve Waitaki.
La rivière”Twizel” a son origine dans les nombreux torrents, qui s’écoulent à partir du flanc est de la chaîne de Ben Ohau Range (en), les plus longs étant les torrents « Gladstone Stream » et « Duncan Stream ». la rivière Twizel s’écoule vers le Sud, tournant lentement vers le sud-est pour enfermer la ville de  Twizel. De là, elle s’écoule dans l’extrémité Nord du lac artificiel nommé lac  Benmore formé par le barrage de Benmore.